# Nandopsis
Nandopsis is een geslacht van straalvinnige vissen uit de familie van cichliden (Cichlidae).

## Soorten
- Nandopsis haitiensis (Tee-Van, 1935)
- Nandopsis ramsdeni (Fowler, 1938)
- Nandopsis tetracanthus (Valenciennes, 1831)